# Anett Györe
Anett Györe, född 10 december 1981 i Budapest, är en ungersk vattenpolospelare. Hon ingick i Ungerns landslag vid olympiska sommarspelen 2004 och 2008.
Györe gjorde ett mål i damernas vattenpoloturnering i samband med de olympiska vattenpolotävlingarna 2004 i Aten där Ungern kom på sjätte plats. Hon gjorde återigen ett mål i damernas vattenpoloturnering i samband med de olympiska vattenpolotävlingarna 2008 i Peking där Ungern kom på fjärde plats.
Györe tog EM-guld 2001 på hemmaplan i Budapest. Det ungerska EM-guldlaget tränades av Tamás Faragó.